# Banyuates (plaats)
Banyuates is een bestuurslaag in het regentschap Sampang van de provincie Oost-Java, Indonesië. Banyuates telt 4732 inwoners (volkstelling 2010).